# Simon Carr
Pour les articles homonymes, voir Carr.
Simon Carr, né le 29 août 1998 à Hereford en Angleterre, est un coureur cycliste franco-britannique. Il est membre de l'équipe Cofidis.

## Biographie
Simon Carr naît à Hereford, une commune située en Angleterre. Ses parents s'installent par la suite en France à Limoux, dans le département de l'Aude,,. 
Dans son enfance, il pratique d'abord le judo et le football. Il se consacre ensuite au karting, une discipline dans laquelle il devient champion de France Subaru Kid en 2009 et en 2010. Il est cependant contraint d'abandonner ce sport, faute de moyens financiers. Simon Carr se tourne alors vers l'athlétisme en fin d'année 2010, au sein de l'AS Carcassonne. Actif en cross, il obtient plusieurs podiums au niveau régional et termine dans le top dix d'un championnat interrégional. 
Gêné par une blessure au tendon d'Achille, il découvre finalement le cyclisme en 2013 lors d'une rééducation. Il commence par le VTT, puis prend une licence sur route à l'AJCHVA-Limoux. Rapidement, il s'illustre en remportant diverses courses en Occitanie. Sa progression est toutefois entravée par une allergie au pollen, qui l'empêche d'exprimer pleinement son potentiel. 
En 2017, il rejoint l'Occitane CF, qui évolue en division nationale 1. Au mois de juillet, il se révèle en remportant trois étapes du Tour de Martinique. Il intègre ensuite l'AVC Aix-en-Provence en 2019. Bon grimpeur, il se fait remarquer en obtenant cinq victoires chez les amateurs, en France et en Espagne. Il termine par ailleurs dixième du Tour de Savoie Mont-Blanc, une course inscrite au calendrier de l’UCI. Grâce à ses performances, il devient stagiaire chez Delko Marseille Provence en aout 2019. Dès ses débuts, il se distingue en terminant huitième de l'étape reine de l'Arctic Race of Norway, malgré un mauvais placement dans le final. Il enchaîne avec le Tour d'Almaty, où il se classe dix-huitième. 
Après son stage concluant, il passe finalement professionnel en août 2020 au sein de la formation marseillaise Nippo Delko One Provence. Il est meilleur jeune du Tour du Portugal 2020 ; une semaine après il remporte la classique d'Ordizia en Espagne. À la suite de la décision du sponsor Nippo de changer d'équipe, il rejoint l'équipe EF Education Nippo en 2021. Il acquiert la nationalité française en novembre 2020.
Le 21 avril 2023, il remporte la cinquième et dernière étape du Tour des Alpes disputée entre Cavalese et Brunico.
En 2024, il gagne, dès le mois de janvier, sur le Trofeo Calvià. Quelques mois plus tard, il signe une nouvelle victoire d'étape sur le Tour des Alpes avant de se rendre sur le Tour d'Italie. Gêné à un genou, il est contraint à l'abandon dès la 3e étape. En août, il signe en faveur de l'équipe Cofidis jusqu'en 2027.

## Palmarès

### Palmarès amateur
- 2017
  - Tour de Haute-Bigorre
  - 2eb (contre-la-montre), 6e et 8eb (contre-la-montre) étapes du Tour de Martinique
- 2018
  - 3e du Trophée des Châteaux aux Milandes
  - 3e du Tour du Piémont pyrénéen
- 2019
  - 4e étape du Tour de la Bidassoa
  - 4e étape du Tour de Navarre
  - 1re étape du Tour du Beaujolais
  - 2e étape du Tour du Piémont pyrénéen (contre-la-montre par équipes)
  - Grand Prix de Biran
  - Classement général du Tour de Valence
  - 2e du Tour de la Bidassoa
  - 3e du Grand Prix de Puyloubier

### Palmarès professionnel
- 2020
  - Classique d'Ordizia
- 2023
  - 5e étape du Tour des Alpes
  - 4e étape de la Route d'Occitanie
  - Tour de Langkawi : 
    - Classement général
    - 5e étape

  - 3e du CIC-Mont Ventoux
- 2024
  - Trofeo Calvià
  - 4e étape du Tour des Alpes

## Résultats sur les grands tours

### Tour d'Italie
3 participations
- 2021 : 66e
- 2022 : non-partant (8e étape)
- 2024 : abandon (3e étape)

### Tour d'Espagne
1 participation
- 2021 : abandon (11e étape)

## Classements mondiaux
| Année                                 | 2019  | 2020 | 2021 | 2022 | 2023 | 2024 |
| ------------------------------------- | ----- | ---- | ---- | ---- | ---- | ---- |
| Classement mondial                    | 2254e | 289e | 371e | 618e | 232e | 518e |
| UCI Europe Tour                       | 1446e | 237e | 308e | 478e | nc   | nc   |
|                                       |       |      |      |      |      |      |
| Légende : nc = non classéSource : UCI |       |      |      |      |      |      |